# 無聲的呼喚
《無聲的呼喚》（英語：Eating Happiness）是一部紀錄亞洲地區狗肉產業鏈的紀錄片，由世界愛犬聯盟創始人彭宏陵製作、導演及編劇。2015年10月在美國上映。

## 製作
2014年，彭宏陵開始攝製該部紀錄片，至中國、越南和韓國等地拍攝，共花費兩年時間完成。在玉林市拍攝狗肉節時曾遭公安突擊檢查證件，而在韓國拍攝時亦遭到狗場人員的阻擾。

## 外部連結
- 官方網站（英文）
- 預告 （页面存档备份，存于）
- 互联网电影数据库（IMDb）上《無聲的呼喚》的资料（英文）
- 爛番茄上《無聲的呼喚》的資料（英文）
- 豆瓣电影上《無聲的呼喚》的資料 （简体中文）